# Трохимчук Степан Максимович
Степан Максимович Трохимчук (22 грудня 1921, село Стара Чортория, тепер Любарський район, Житомирська область — 20 жовтня 2003, село Стара Чортория, Любарський район, Житомирська область) — радянський офіцер, голова колгоспу, політик. Депутат Верховної Ради УРСР 8—9-го скликань (1971—1980). 

## Життєпис
Батько — Трохимчук Максим Юхимович (1896—1944). Мати — Трохимчук Парасковія Петрівна (1898—1962). Дружина — Трохимчук Надія Семенівна (1937 р. нар.). Син — Трохимчук Максим Степанович (1972 р. нар.).
Трудовий шлях почав в 1935 році з роботи на різних посадах у колгоспі «Нова перемога» Любарського району Житомирської області. 
23 жовтня 1939 року призваний в Червону Армію з 1-го курсу фізико-математичного факультету Бердичівського педагогічного інституту.
Служив у місті Канську Красноярського краю в 510-му гаубичному артилерійському полку. Після закінчення полкової школи став командиром гармати. Потім зарахований до Томського артилерійського училища. 1 серпня 1941 р. закінчив прискорений курс навчання, отримав звання молодшого лейтенанта і направлений командиром вогневого взводу в батарею 76-мм гармат 1247 стрілецького полку 377-ї стрілецької дивізії на Ленінградський фронт.
У грудні 1941 року отримав контузію, в лютому 1942 року — кульове поранення в районі станції Чудово. Після лікування в госпіталі з травня 1942 року брав участь у боях на Калінінському фронті у складі 54-го гвардійського артилерійського полку 27-ї гвардійської стрілецької дивізії на посаді заступника командира батареї.
Член ВКП(б) з 1942 року.
У серпні 1942 року 27-ма гвардійська стрілецька дивізія спрямована в район Сталінграда на хутір Паншино на річці Дон. Протягом 200 днів брав участь у боях, в оточенні і знищенні угруповань німців під Сталінградом. 17 липня 1943 отримав важке осколкове поранення при форсуванні річки Сіверський Донець. Лікувався в госпіталі в Казані. Після лікування прибув до 54-го гвардійського артилерійського полку у районі Нікополя на посаду командира 6-ї батареї.
Після захоплення Миколаївської, Дніпропетровської, Одеської областей, а також частини Молдови 8-му гвардійську армію, в якій служив С. Трохимчук, перекинули в район Сарни — Ковель.
У липні 1944 року переведений в 113-ту батарею 357-го артилерійського полку 171-ї стрілецької дивізії третьої ударної армії, в складі якої закінчив війну в Берліні у званні гвардії капітана.
Після війни служив у 600-му мінометному полку на посаді командира навчальної батареї. У квітні 1947 року демобілізований.
Повернувся на батьківщину, трудився в колгоспі, продовжив навчання у Бердичівському педагогічному інституті, який закінчив у 1948 році. У вересні 1947 року влаштувався в Старочорторийську семирічну школу вчителем молодших класів, з 1949 року — вчителем математики 5—7 класів, в 1951 році — завучем. Працюючи в школі, був секретарем колгоспної первинної парторганізації.
2 лютого 1955 року обраний головою колгоспу «Нова перемога» села Стара Чортория Любарського району Житомирської області, працював на цій посаді до 1988 року. Під керівництвом С. М. Трохимчука колгосп досяг видатних результатів у виробництві продуктів сільського господарства.
У 1976 році без відриву від основної діяльності С. М. Трохимчук закінчив Житомирський сільськогосподарський інститут. Обирався головою Ради ветеранів війни і праці села Стара Чортория, неодноразово був депутатом сільської, районної та обласної Рад народних депутатів. У 1971 році обраний депутатом Верховної Ради УРСР, в роботі якого брав участь впродовж 9 років. Був делегатом XXIII—XXIV з'їздів КПРС, XXV з'їзду Компартії України, XVI з'їзду ВЦРПС, III з'їзду колгоспників.
Помер 20 жовтня 2003 року. Похований у рідному селі.

## Нагороди
Нагороджений Золотою зіркою Героя Соціалістичної Праці (24.12.1976), трьома орденами Леніна, орденами Жовтневої Революції, Вітчизняної війни I ступеня, двома орденами Червоної Зірки, орденами Богдана Хмельницького II ступеня, «Знак Пошани», медалями «За оборону Сталінграда», «За перемогу над Німеччиною», «За взяття Берліна» та багатьма іншими.